# Matthias Kettner
Matthias Kettner (* 1955) ist ein deutscher Philosoph.

## Leben
Er studierte Philosophie und Psychologie in Frankfurt am Main, Heidelberg und Madison. Nach der Promotion 1987 bei Jürgen Habermas und Karl-Otto Apel an der Universität Frankfurt am Main und der Habilitation 1999 ebenda lehrt er seit 2002 als Professor für praktische Philosophie an der Universität Witten/Herdecke. Er führte ein DFG-Projekt mit Karl-Otto Apel und interdisziplinäre Forschungsgruppen am KWI Essen durch.
Kettner prägte 2005 den Begriff der "Wunscherfüllenden Medizin".

## Schriften (Auswahl)
- Hegels „sinnliche Gewissheit“. Diskursanalytischer Kommentar. Frankfurt am Main 1990, ISBN 3-593-34167-0.
- als Herausgeber: Beratung als Zwang. Schwangerschaftsabbruch, genetische Aufklärung und die Grenzen kommunikativer Vernunft. Frankfurt am Main 1998, ISBN 3-593-35837-9.
- als Herausgeber: Angewandte Ethik als Politikum. Frankfurt am Main 2000, ISBN 3-518-29058-4.
- mit Wolfgang Mertens: Reflexionen über das Unbewusste. Mit 5 Tabellen. Göttingen 2010, ISBN 978-3-525-45202-8.